# JR東日本キヤE193系気動車
キヤE193系気動車（キヤE193けいきどうしゃ）は、東日本旅客鉄道（JR東日本）の事業用気動車（ディーゼル動車）である。East i-D（イーストアイ・ダッシュディー）の愛称をもつ。

## 概要
キヤ191系気動車の置き換え用として、2002年（平成14年）に新潟鐵工所で製造された。電気・軌道総合試験車の役割を持つ。
3両1編成が秋田総合車両センター南秋田センターに配置され、自社管内の狭軌かつ非電化区間の検測を目的として走行するが、例外として電化区間である仙石線等の検測も実施している。
運用範囲はJR東日本管内路線に限定されず、接続する日本貨物鉄道（JR貨物）の路線のほか、北海道旅客鉄道（JR北海道）の路線、JR以外では青い森鉄道、会津鉄道、真岡鐵道、わたらせ渓谷鐵道、鹿島臨海鉄道、山形鉄道、京葉臨海鉄道の各路線でも検測に使用される。えちごトキめき鉄道では日本海ひすいラインの検測を行う。

## 構造
車体はアルミニウム合金製のダブルスキン構造を持ち、耐寒耐雪仕様を採用している。塗装は「清潔・厳正」をイメージした白色をベースとし、「探求・情熱」をイメージした赤色のサンレッドを配色している。East i-D（イーストアイ・ダッシュディー）の愛称は、「イースト」はJR東日本（東）を表し、「アイ」は「intelligent」（知能の高い）、「integrated」（統合された）、inspection」（検査）の意味を表し、在来線気動車であることから「-D」（気動車を示すDC）を付けている。
先頭部はE231系近郊タイプを基本としたもので、踏切事故時の安全対策として衝撃吸収用のアルミハニカム材を配置し、後位寄りにはクラッシャブルゾーンを設置する。前照灯はシールドビーム灯とHID灯を併用する。運転台は左手操作式ワンハンドルマスコンを採用する。
冷房装置はMz車は床上（室内）搭載の集約分散式AU405形（17.44 kW ≒ 15,000 kcal/h）を2基、Mzc車とTzc車はAU405形とAU403-G2形（13.95 kW ≒ 12,000 kcal/h）を1基ずつ搭載する。乗務員室には専用のAU205形空調装置を搭載する。

### 機器類
DMF14HZB（カミンズ製N14R 連続定格出力450 PS/2,100rpm） 直列6気筒・電気式燃料噴射制御の直接噴射式横形（水平シリンダー形）エンジンで、Mzc・Mzの各車にそれぞれ2台搭載している。
補助電源は発電機駆動定速回転装置（Constant Speed Unit)に繋がれたDM112形発電機（60 kVA、2台）により三相交流440Vが出力される。

#### 液体変速機
Mzc・Mzの各車に電気指令油圧制御変速機DW22をそれぞれ2台搭載する。変速1段、直結4段で、補助電源用定周波数駆動装置（CSU、前述）・逆転機を内蔵する。抑速ブレーキとして機関・排気ブレーキを有する。

#### ブレーキ
電気指令式空気ブレーキ装置を有するほか、直通予備、耐雪、抑速（機関・排気）の各ブレーキを装備している。Mzc車・Mz車では床下にブレーキ関係の機器が収容できないため、機器は室内に設置している。
故障時は他の自動ブレーキ車・電気指令式車と非常ブレーキの読替が出来るよう救援ブレーキ装置を有する。また機関車による無動力回送時は常用ブレーキの読替も行える。

#### 台車
ボルスタレス式の空気ばね台車で、動台車は2軸駆動のDT67（Mzc車 前側）・DT67A（Mzc車 後側）・DT66（Mz車）、付随台車はTR253B（Tzc車 前側）・TR253C（Tzc車 後側）となっている。軸距は2,100 mm。

#### その他
- 気動車向けのモニタリング装置としてDICSを搭載する[5]。同装置は後にキハE130系などにも搭載された。
- 先頭車は双頭連結器を装備するほか、マヤ50形建築限界測定車を組み込むことも可能である。
- 遅くとも2016年までに、先頭車正面部にカメラを取り付ける改造がなされている[6]。
- 埼京線及び仙石線で導入されている保安装置ATACSにも対応している。車上装置のIDは21。

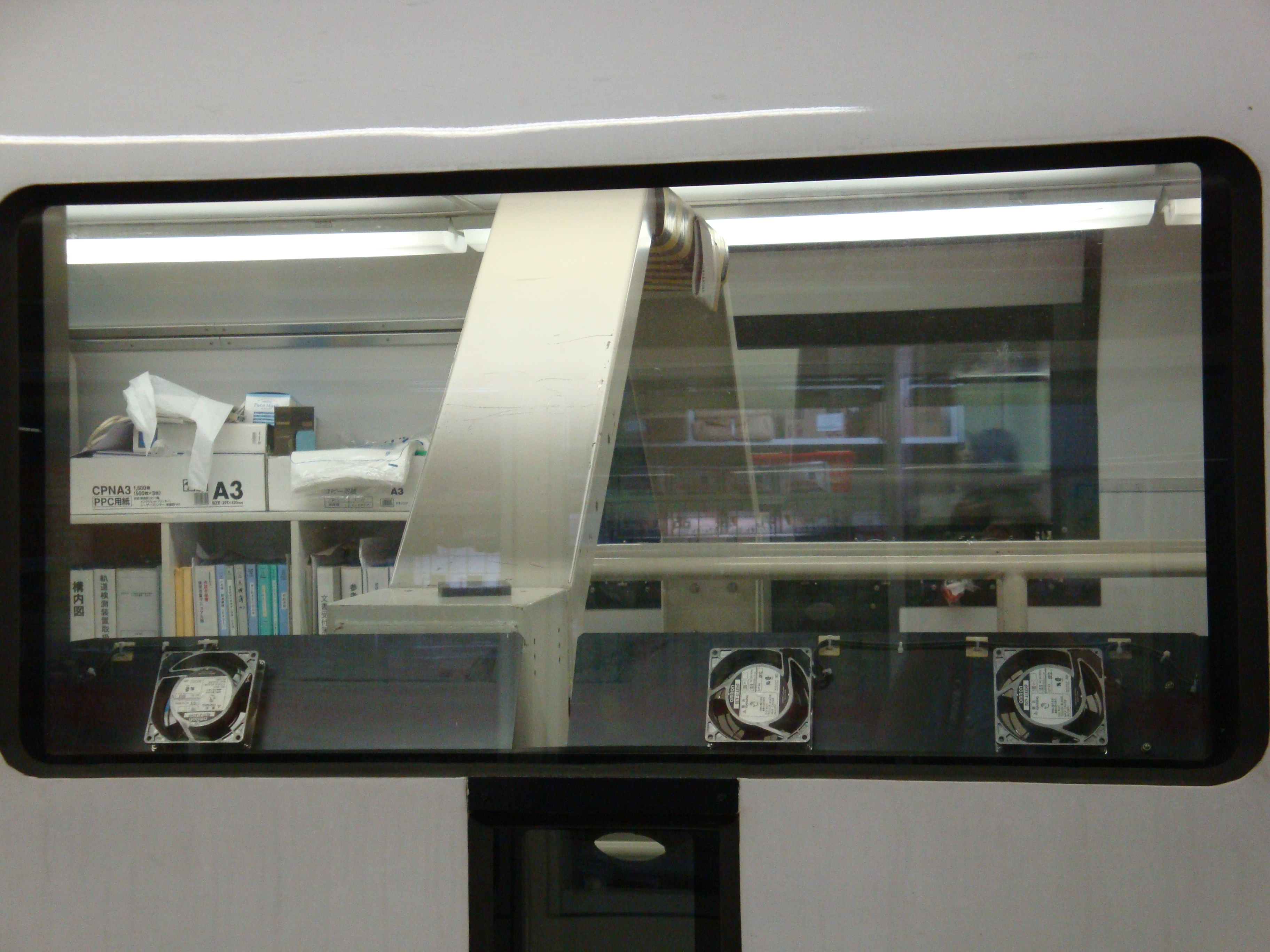
モニタリング装置
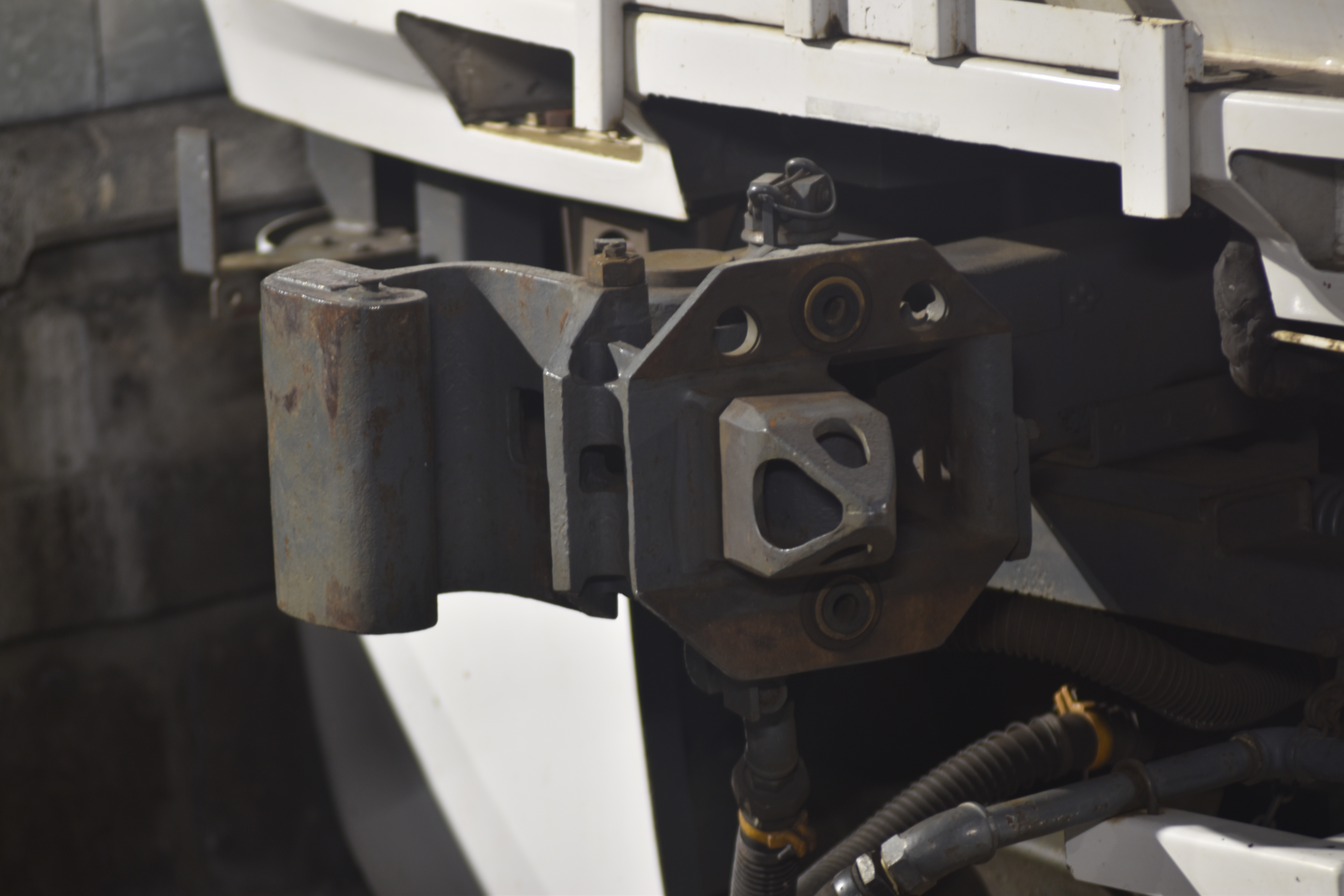
双頭連結器
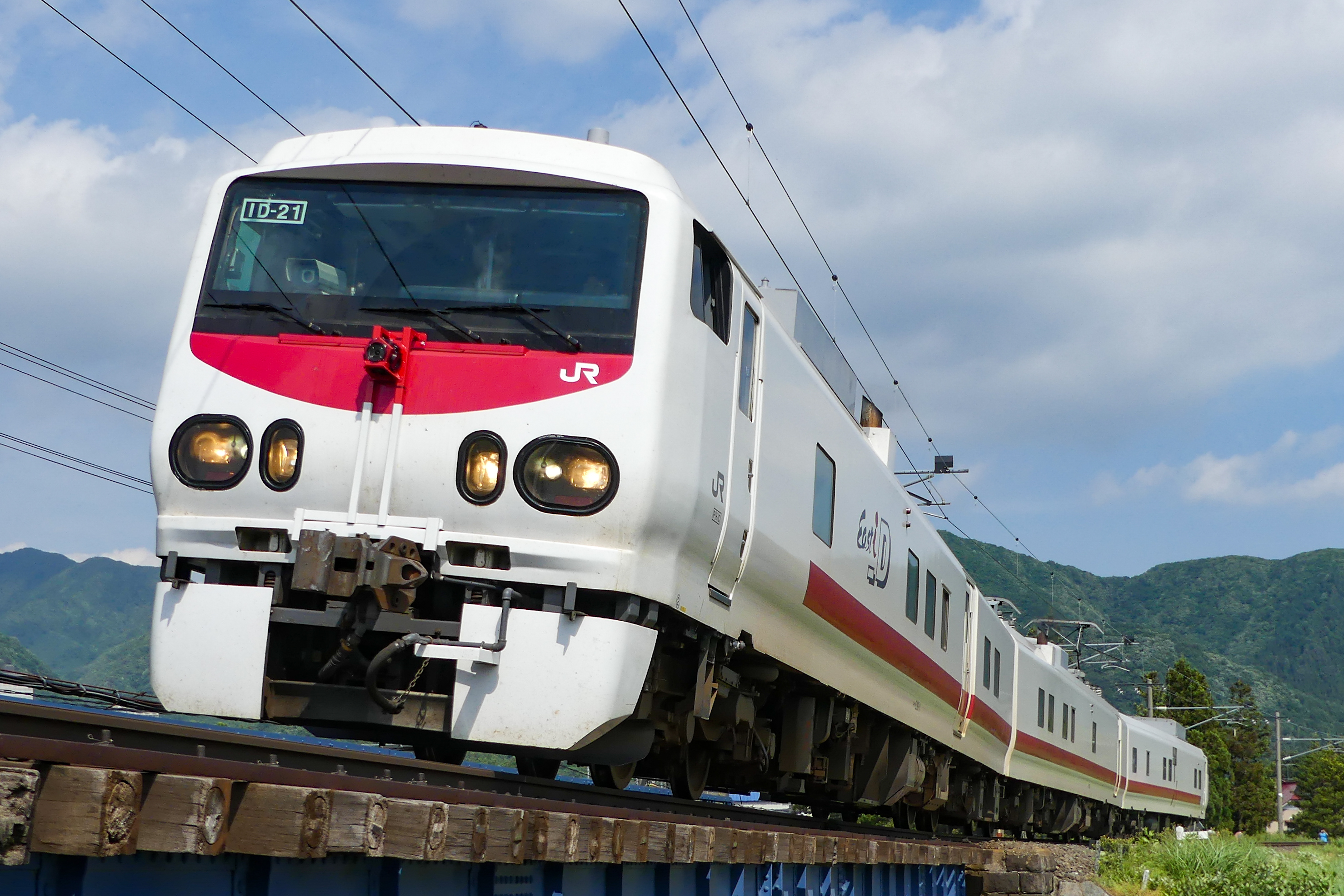
前面カメラ設置後の姿
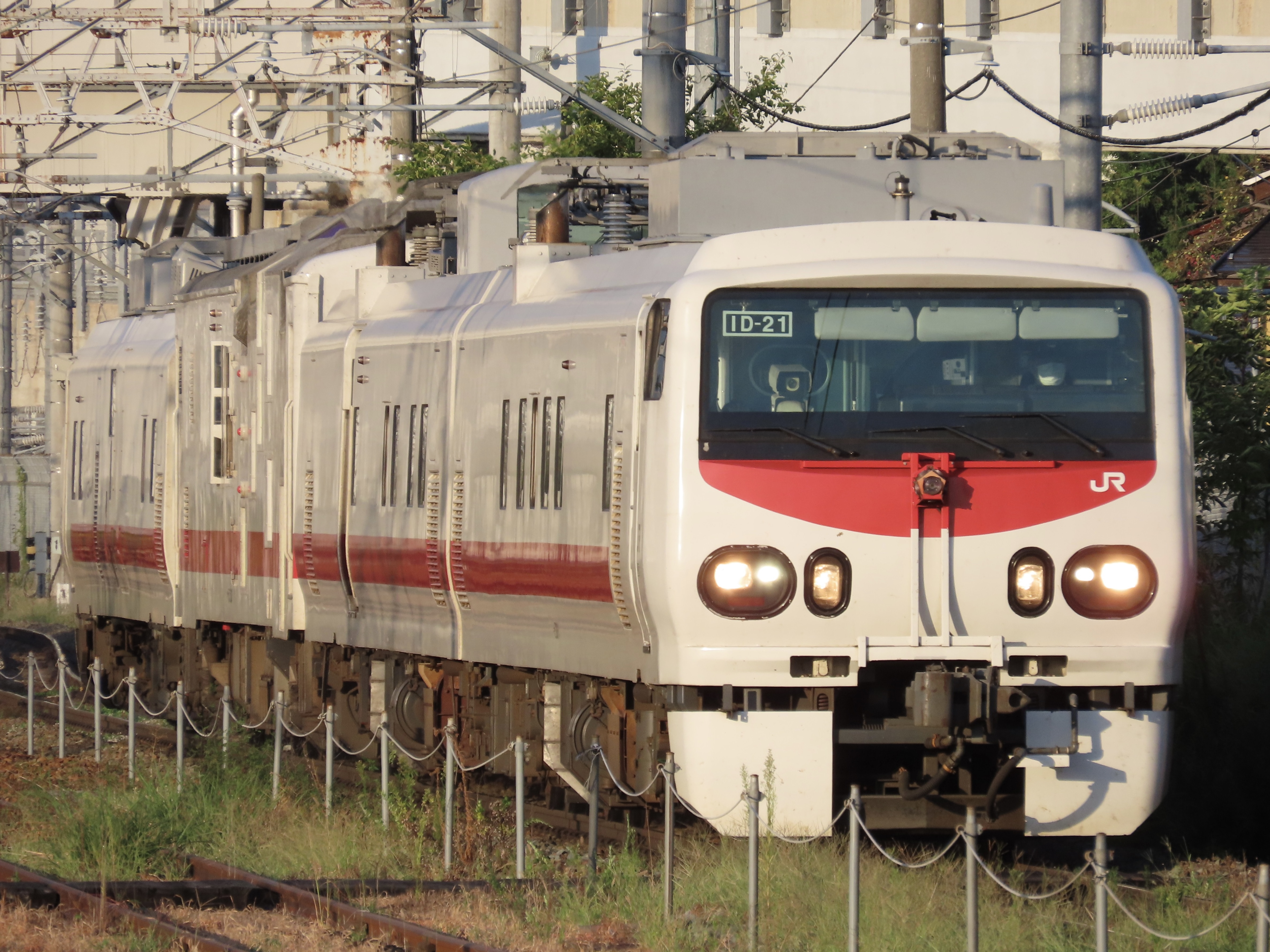
マヤ50形連結編成

## 形式および検測内容
キヤE193-1 (Mzc)
信号・通信関係
- 地上信号機器・通信機器の測定装置を有するほか、運行上必要な保安装置・補助電源装置を有する。車内には仮眠室（簡易ベッド）を1か所設置している。

キヤE192-1 (Mz)
電力関係
- 測定用の下枠交差式PS96A形パンタグラフを2基備え、架線測定用の装置を有する。パンタグラフは進行方向に応じて使い分ける。屋根上には架線観測ドームを備えている。車内にはトイレを1か所設置している。

キクヤE193-1 (Tzc)
軌道関係
- 軌道状態・騒音測定用の装置を有する。なおこの車両のみ走行用のディーゼルエンジンは搭載されていない。

### 編成表
|          | ← 青森・仙台東京・上野 → |                 |                    |
| 車両番号 | キヤE193 （Mzc）         | キヤE192 （Mz） | キクヤE193 （Tzc） |
| 搭載機器 | DE,CSU,BT                | DE,CSU,BT       | CP,BT              |

凡例
- DE：駆動機関（ディーゼルエンジン、1両に2台）、CSU：補助電源装置（発動機駆動用定速回転装置、1両に2台）、CP：空気圧縮機、BT：蓄電池

## 脱線事故
2017年（平成29年）5月22日、わたらせ渓谷鐵道わたらせ渓谷線の水沼駅 - 花輪駅間の踏切で、中間車のキヤE192-1が脱線する事故が起きた。脱線したキヤE192-1は2017年（平成29年）7月30日までは高崎車両センター高崎支所（現・ぐんま車両センター）に留置されていたが、翌7月31日までに秋田総合車両センターに陸送された。また、先頭車2両であるキヤE193-1とキクヤE193-1についても同年6月21日から翌日22日に秋田総合車両センターへ配給輸送された。

### 脱線事故後の運用復帰
2017年11月7日からキヤE193-1+キクヤE193-1の2両編成で運用に復帰し、青い森鉄道線で検測を再開した、同年11月24日には小海線で検測走行を実施した。その後は事故前と同様に非電化区間の検測に使用され、真岡鐵道や会津鉄道などの第3セクター路線の検測も行われているが、事故が発生したわたらせ渓谷鐵道への入線は見送られている。
2018年（平成30年）12月下旬には秋田総合車両センター構内で運用から離脱していたキヤE192-1を加えた3両編成の試運転が行われ、翌2019年2月14日にえちごトキめき鉄道日本海ひすいラインの検測で約1年半ぶりに3両編成での運用に復帰した。
この間、キヤE192-1の運用離脱によってマヤ50形を組み込んでの検測ができなくなったため、2018年3月にはディーゼル機関車牽引によるマヤ50形単独での検測が行われている。